# 徳楽山
徳楽山（とくらさん）は、京都府京丹後市網野町三津と丹後町徳光と丹後町間人字砂方にまたがる境界の山。徳良山や戸倉山とも表記される。山頂の標高は220メートル。山頂に近い195.4メートル地点に三角点がある。

## 名称
京丹後市網野町三津・丹後町徳光・丹後町間人字砂方の3地区にまたがっており、網野町三津では「徳楽山」、丹後町徳光では「徳良山」、丹後町間人字砂方では「戸倉山」と表記する。いずれも読みは「とくらさん」である。
一説によれば「とくら」の語源は海人語の「鳥倉（とぐら）」が転訛したものであり、原始宗教的な信仰に基づく言葉であるという。海の傍にあり、神の船が海の彼方から来たるときに依り代になる「立神」となる地を「トグラ」と呼ぶ風習が奄美大島にあり、同様の伝承は壱岐島や志摩半島など全国にみられる。近隣では間人の立岩や伊根町の立石などが、神の依り代として、海の彼方の神を拝むときの目印とされ、徳楽山も原始同様の信仰の対象であったと考えられている。

## 地理
丹後半島の突端部のひとつ、京丹後市丹後町間人の日本海海岸間近に位置する。国道178号を丹後町間人から網野町に向かうと、長浜地区の海岸沿いに見えてくる三角錐の山である。陸路からは正面に立つと乳房のような形に見え、海上からは正三角形に見えるため、旅人が現在位置を把握する目印となり、航海の指針となった。
郷土史家の澤潔は、丹後半島に点在する久美浜町のかぶと山や峰山町の磯砂山、弥栄町の小金山同様に白山火山帯に属するトロイデ式の鐘状火山のひとつと推測している。

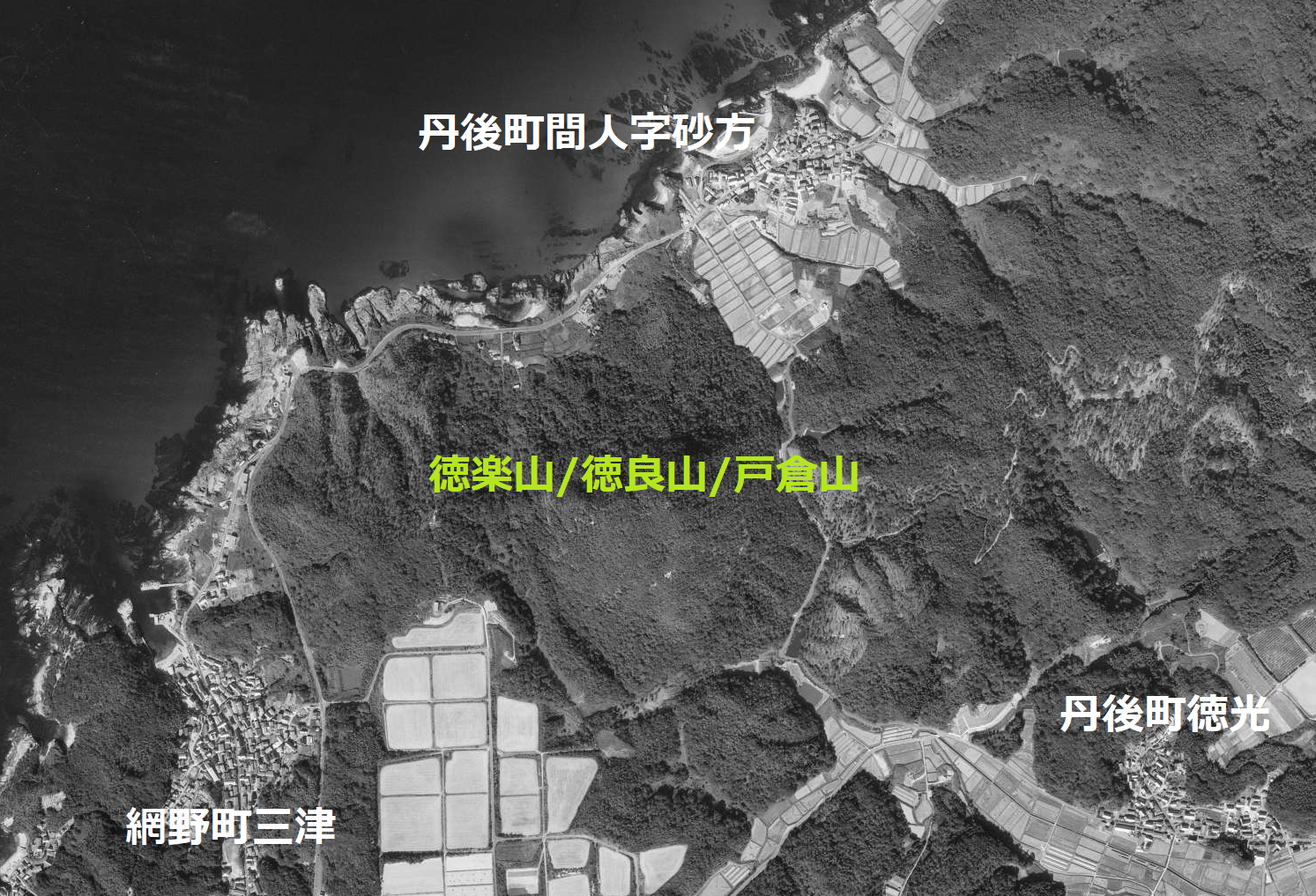
徳楽山と山麓の3地区

## 文化

### 徳楽神社
山全体が地域住民にとって神山であり、山頂には徳楽神社（戸倉山権現）が鎮座する。古く出雲から分祀したと伝えられ、祭神は白山比咩命（しろやまひめのみこと）などで、丹後町徳光・丹後町間人字砂方と網野町三津の3地区で祀っていた。山中に12の小さな社があるが、学説によれば6社12社の宮社が存在するのは古代先住民族が多数聚楽した土地であり、民族の祖を祀ったものであるという。毎年新しく1社を造営し、古い社屋は山上から投げ降ろす慣例があり、各地区が3年交代でこの行事を行った。江戸時代以前には毎年3月8日に例祭を執り行ったが、明治維新後は廃れた。毎年の社の造営も21世紀初頭には行われなくなったが、本社祀は1953年（昭和38年）度に修復している。
神社への参道は3地区からそれぞれある。20世紀後半には参詣者も減少し参道も荒れていたが、2000年（平成12年）前後から地域住民によって歩きやすく補修が進められている。
なお、網野町三津の集落内にある三津八幡宮の境内には、徳楽山に登らずとも、同じだけの御利益を得るという「戸倉権現の石」がある。
また、徳楽山には、徳楽神社とは別に崇神天皇創建とされる神社もあるが、荒れて崩壊寸前となっていたことから、1998年（平成10年）秋に社殿を新築し、参道や周辺の整備と大工事が行われた。

### 一石一字塔
登山口に、「法華経一石一字塔」と彫られた石がある。かつて戦地に赴く人々が武運長久を祈り、名を刻んだ痕跡が残る。
大蛇伝説
徳楽山には大蛇伝説があり、退治に向かった男たちを飲み込んでしまったというが、鬼退治の経験がある六右エ門が火を使って退治した。その後、村人が登山口にある一石一字塔を立て直したところ、災いは起きなくなったという。

### 郷土歌

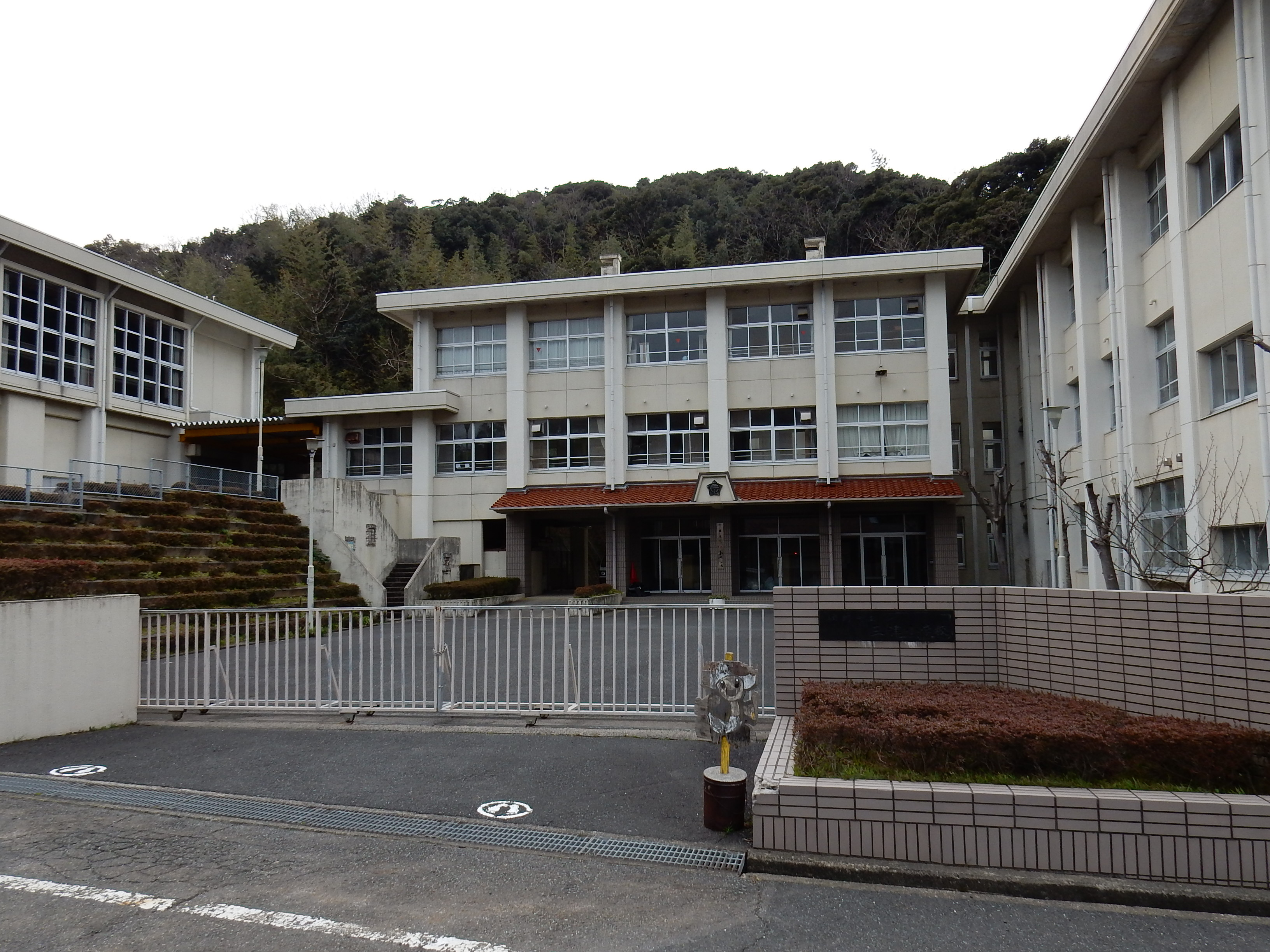
校歌に徳楽山が登場する京丹後市立三津小学校

2012年（平成24年）に閉校となった京丹後市立三津小学校の校歌の2番には、「里を背に立つ 徳楽山～」という歌詞が登場する。

## 現地情報
- 北緯35度42分51秒, 東経135度04分41秒[13]

### 登山
登山口は国道178号網野町三津地区から西へ入る農道があり、案内板の設置がある。八合目で砂方コースと合流し、山頂で徳光コースと合流するが、徳光コースは2016年時点で荒れて登山道が不明瞭となっている。
8合目展望台、砂方コース第一展望台からは眼下に琴引浜をはじめ日本海が開け、離湖、網野町中心街、城崎方面の岬、大江山連邦を展望することができる。登山口には一石一字塔がある。